# Горст Вільгельм Кесслер
Горст Вільгельм Кесслер (нім. Horst Wilhelm Kessler; 15 серпня 1914, Бромберг — 24 травня 2018) — німецький офіцер-підводник, капітан-лейтенант крігсмаріне.

## Біографія
8 квітня 1934 року вступив на флот. З грудня 1940 року — 1-й вахтовий офіцер на підводному човні U-75. З 18 листопада 1941 по квітень 1943 року — командир U-704, на якому здійснив 5 походів (разом 167 днів у морі), з 24 червня 1943 по 19 квітня 1944 року — U-985, на якому здійснив 1 похід (19 січня — 12 березня 1944). В березні-травні 1945 року — командир 350-го і 400-го навчальних командувань K-Verbände.
Всього за час бойових дій потопив 2 кораблі загальною водотоннажністю 8677 тонн.
| Дата          | Назва корабля  | Тип               | Тоннаж | Вантаж  | Екіпаж | Загинули | Країна             | Конвой |
| ------------- | -------------- | ----------------- | ------ | ------- | ------ | -------- | ------------------ | ------ |
| 26 липня 1942 | Empire Rainbow | Торговий теплохід | 6,942  | Баласт  | 47     | 0        | Британська імперія | ON-113 |
| 8 лютого 1944 | Margit         | Торговий пароплав | 1,735  | Вугілля | 30     | 30       | Британська імперія | UR-108 |

Кесслер був останнім живим офіцером з випуску 1934 року.

## Звання
- Кандидат в офіцери (8 квітня 1934)
- Морський кадет (26 вересня 1934)
- Фенріх-цур-зее (1 липня 1935)
- Оберфенріх-цур-зее (1 січня 1937)
- Лейтенант-цур-зее (1 квітня 1937)
- Оберлейтенант-цур-зее (1 квітня 1939)
- Капітан-лейтенант (1 квітня 1942)

## Нагороди
- Медаль «За вислугу років у Вермахті» 4-го класу (4 роки)
- Залізний хрест
  - 2-го класу (16 травня 1941)
  - 1-го класу (17 серпня 1942)
- Нагрудний знак підводника (4 липня 1941)
- Фронтова планка підводника в бронзі (1944)